# علی احمدی (نماینده مجلس، زاده ۱۳۴۱)
علی احمدی (زادهٔ ۱۳۴۱ در سیه‌چشمه) نمایندهٔ حوزهٔ انتخابیهٔ ماکو در دورهٔ پنجم مجلس شورای اسلامی بوده‌است.